# María Nuria Buenaventura
María Nuria Buenaventura i Puig (Barcelona, 24 de diciembre de 1955) es una política española. Es la presidenta del Consejo Nacional de Esquerra Verda. Fue diputada al Congreso de los Diputados en la IX legislatura.
Ha trabajado como maestra y ha militado primero en el PSUC y después en Esquerra Unida y Alternativa. Fue elegida regidora de Rubí en las elecciones municipales españolas de 1991, 1995 y 1999, alcaldesa de 2000 a 2003 y diputada de medio ambiente en la Diputación de Barcelona de 2003 a 2007. Después ha sido directora general de Medio Natural del Departamento de Medio ambiente y Vivienda de la Generalidad de Cataluña, cargo que dejó en 2010 para sustituir en su escaño a Joan Herrera, escogido diputado al Congreso de los Diputados en las elecciones generales españolas de 2008 y que dejaba su escaño para ser jefe de lista de ICV en las elecciones al Parlamento de Cataluña de 2010.